# Nezumia longebarbata
Nezumia longebarbata är en fiskart som först beskrevs av Louis Roule och Angel, 1933.  Nezumia longebarbata ingår i släktet Nezumia och familjen skolästfiskar. Inga underarter finns listade i Catalogue of Life.